# 제7회 DMZ국제다큐영화제
제7회 DMZ국제다큐영화제는 2015년 9월 17일에 열린 시상식이다.

## 수상 및 후보

### 국제경쟁 - 흰기러기상
- 이라크 영년 - 압바스 파델 수상

### 국제경쟁 - 심사위원 특별상
- 28일의 밤과 시 - 아크람 자타리 수상

### 아시아경쟁 - 아시아 시선상
- -1287 - 토마스 애쉬 수상

### 한국경쟁 - 최우수한국다큐멘터리상
- 편지 - 이현정 수상

### 한국경쟁 - 심사위원 특별상
- 불온한 당신 - 이영 수상

### 청소년 경쟁 - 최우수상
- 시발. - 홍다예 수상

### 청소년 경쟁 - 우수상
- 599.4km - 김묘인 수상

### 특별상 - 용감한 기러기상
- 서른 넷, 길 위에서 - 김병철 외1명 수상

### 특별상 - 관객상
- 레드마리아2 - 경순 수상

### 국제경쟁
- 전투(웨일스어판) - 이자벨 톨레나에레
- 블러드 시스터즈 - 말린 안데르센
- 검열된 목소리 - 몰 루시
- 숭고한 나치 - 베네사 라파
- 어둠 속에서 - 고란 스탠코빅
- 그러나 삶은 지속된다 - 한나 폴락
- 이라크 전쟁의 전말 - 마티아스 비트너
- 알 샤바브의 전사들 - 소렌 스틴 제스퍼슨 외1명
- 테러 - 리릭 R. 카브랄 외1명

### 한국경쟁
- 백년의 가족 - 김덕철
- 스와니-1989 아세아스와니 원정투쟁의 기록 - 오두희
- 야근 대신 뜨개질 - 박소현
- 업사이드 다운 - 김동빈
- 왕초와 용가리 - 이창준
- 감정의 시대: 서비스 노동의 관계미학 - 김숙현

### 아시아경쟁
- 아웃사이더 - 스가노 마사히로
- 나를 찾아서 - 트란 푸옹 타오 외1명
- 왕이 되고 싶은 사나이 - 메디 간지
- 궁전의 땅 - 애덤 스미스 외1명
- 하늘의 가장자리에서 - 수 홍지에
- 떠도는 삶 - 임군일
- 사계의 남자 - 서 모에 아웅

### 청소년경쟁
- 봉준호를 찾아서 - 박건식 외2명
- 블루 서스펜디드 - 엄지 외2명
- 숏컷 - 김의선
- 염리동의 기억, 흔적 - 강승희

### 글로벌 비전
- 아마미 - 가와세 나오미
- 아미나 프로필 - 소피 데라스페
- 붉은 사원의 순종자들 - 모하메드 알리 나크비 외1명
- 베스트 오브 에너미즈 - 로버트 고든 외1명
- 비욘드 제로: 1914-1918 - 빌 모리슨
- B-무비: 서베를린의 환희와 사운드 - 요르그 A. 호페 외2명
- 척 노리스 vs 코뮤니즘 - 이린카 칼루가레누
- 가축우리와 바람 - 미구엘 힐러리
- 허베이, 타이페이 - 리 니엔 슈
- 엠파이어빌더 횡단열차 - 앨버트 메이슬리스 외4명
- 알파벳 모험담 - 니콜라 캄피오티
- 킬링 타임 - 뤼디 위쇼-클로델
- 몬티파이튼 - 코미디의 전설 - 로저 그라프 외1명
- 북극의 이누이트 - 도미니크 가뇽
- 마지막 탱고 - 게르만 크랄
- 더 비지트 - 마이클 매드슨
- 러시안 딱따구리 - 채드 그라시아
- 벽장 속의 결혼 - 모함마드레자 파르자드
- 웰컴 투 리스 - 마이클 비치 니콜스 외1명
- 필드노트 - 바쉬티 해리슨
- 임란, 카롬 클럽 - 우디타 바르가바
- 오이스터 - 마가렛 살몬
- 피라미드 - 마가렛 살몬

### 한국쇼케이스
- 58개띠 몽상기 딜쿠샤 - 김태영 외1명
- DMZ 사운드스케이프-시간의 소리 - 송규학
- 경계 - 문정현
- 대답해줘 - 김연실
- 뚜르, 잊혀진 꿈의 기억 - 임정하 외3명
- 자리 - 최종호
- 자전거, 도시 - 공미연
- 지나가는 사람들 - 김경만
- 굿모닝 영화과 - 오민석
- 홀리워킹데이 - 이희원
- 소나무씨에게 - 김희봉
- 어떤 둘째 - 구대희
- 아듀, 파라다이스 - 이강옥

### 아트앤다큐
- 니콜라이 차우세스쿠의 자서전 - 안드레이 우지커
- 제국의 국경 II - 웨스턴 엔터프라이즈 주식회사 - 천제런
- 독일청춘 - 쟝-가브리엘 뻬리오
- 히믈러 프로젝트 - 로뮈알드 카르마카
- 세계 이미지와 전쟁의 비명 - 하룬 파로키
- 베스터보르크 수용소 - 하룬 파로키
- 라 돌체 시리아 - 아마르 알 베이크
- 그리고 이미지가 응시하는 - 벨리트 사
- 이미지의 자본론 - 재커리 포름발트

### 분단70년 특별전
- 안나, 평양에서 주체영화를 배우다! - 안나 브로이노스키
- 하나, 둘, 셋 - 브리기트 바이히
- 정조문의 항아리 - 황철민
- 평양연서 - 조성형
- 카미카제 특공대원의 증언 - 사와다 마사
- 북녘에서 온 노래 - 유순미
- 남북미생 - 조성형
- 삐라 - 조현준
- 잊혀진 전쟁의 기억 - 데안 보샤이 리엠 외1명
- 마야 린의 비전 - 프리다 리 모크

### 특별상영작
- 에필로그 - 이창재

### 다큐패밀리
- 사이에 갇힌 - 블라디슬라바 플란치코바
- 수닐을 찾습니다 - 닐 브로프만
- 랜드필 하모니 - 그래햄 타운슬리 외1명
- 이바라키의 여름 - 전성호
- T-REX - 드리아 쿠퍼 외1명
- 브라질월드컵 보고서 - 엘스 판 드릴
- 지오반니, 수중발레에 도전하다 - 아스트리드 부신크
- 상실에 대한 영화 - 아리안 힌즈
- 안녕, 마후 - 딘 해머 외1명

### 청소년 다큐제작워크숍 수료작
- 니가 가라 DMZ - 김준엽
- 깊은 바다 - 정준모
- 우리 혼자 산다 - 박연수
- 화장투쟁 - 이현지
- 나는 나 - 임재리
- 그건 사랑이었네 - 민지오
- 파뿌리(pafree) 프로젝트 - 구형석
- 아지트 - 김수경
- AMEN? - 신형국
- 당신은 어떻습니까? - 박채린
- 게으름의 늪 - 정회준
- 굿 초이스 - 박정희
- 짝사랑 해 본 적 있어요? - 서은지
- 아직도 보고 계십니까? - 차혜란
- 화.친.소 - 가정원
- 어나운설 - 이은영
- 몸으로 쓰는 메시지 - 김지윤
- 꼭두각시의 꿈 - 이동근
- 하이파이브 - 최진관
- 스웨어워드 - 송지연
- 연애학개론 - 김영현
- 돈과 함께 - 박종호
- 채플 - 최성락
- 10대, 그리고 외모 - 손종은
- 뚜르 드 마이 라이프 - 정정재
- To. 그대에게 : 편진 - 박효정
- Dreamer : 꿈을 꾸는 사람들 - 최은진
- 자그만한 뒤틀림 - 유기백
- 난생 처음 가는 유럽여행 - 김가은
- 가족나들이 : 엄마의 데이트 - 김경화
- 좋은 녀석들 - 장정민
- 사랑 둘 이별 하나 - 김두현
- PAPA - 정윤지
- 내가 움켜쥔 것 - 이예하
- 야매더빙 프로젝트 - 조우성
- 버티는 것 - 구평우
- 거미줄 - 김희영
- I, U - 박미경
- 시살롱 오그리 토그리 - 김수연
- 미묘한 - 오민희

### 경기 대학생 다큐 제작지원작
- 2막 1장 - 곽소희 외1명
- 그날들 - 김선재
- 그늘 - 정종국
- 꿈꾸니까 청춘이다 - 김예준
- 목장 - 남미소
- 비나리의 꿈 - 송화
- 신월동 그루브 - 박진규
- 지금, 고향은 - 안효준